# Black Ridge Canyons Wilderness
La Black Ridge Canyons Wilderness est une aire protégée américaine située dans le comté de Mesa, au Colorado, avec une petite partie dans le comté de Grand, dans l'Utah. Cette Wilderness Area relevant du Bureau of Land Management s'étend sur 305,3 km2 au sein de la plus vaste McInnis Canyons National Conservation Area.

## Description
Les altitudes varient de 1 400 m au-dessus du niveau de la mer le long de la rivière à 2 070 m. Les canyons varient en longueur de quelques kilomètres à vingt kilomètres de longueur et peuvent contenir des canyons latéraux intéressants. Les caractéristiques géologiques de ces canyons comprennent des flèches, des fenêtres, des alcôves géantes et du vernis du désert. Les canyons peuvent atteindre une profondeur de près de 300 m, formant des falaises de roche rouge spectaculaires. Le ruissellement printanier et les orages d’été créent des chutes d’eau scintillantes et des bassins profonds.
Rattlesnake Canyon contient la deuxième plus grande concentration d’arches naturelles du pays (neuf en tout) après le parc national des Arches. 
La faune comprend des cerfs, des pumas, des mouflons d’Amérique du désert, ainsi que des pygargues à tête blanche.

## Galerie

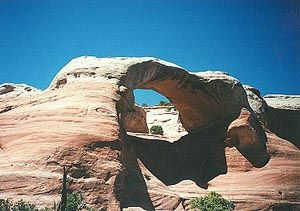
Thick Arch
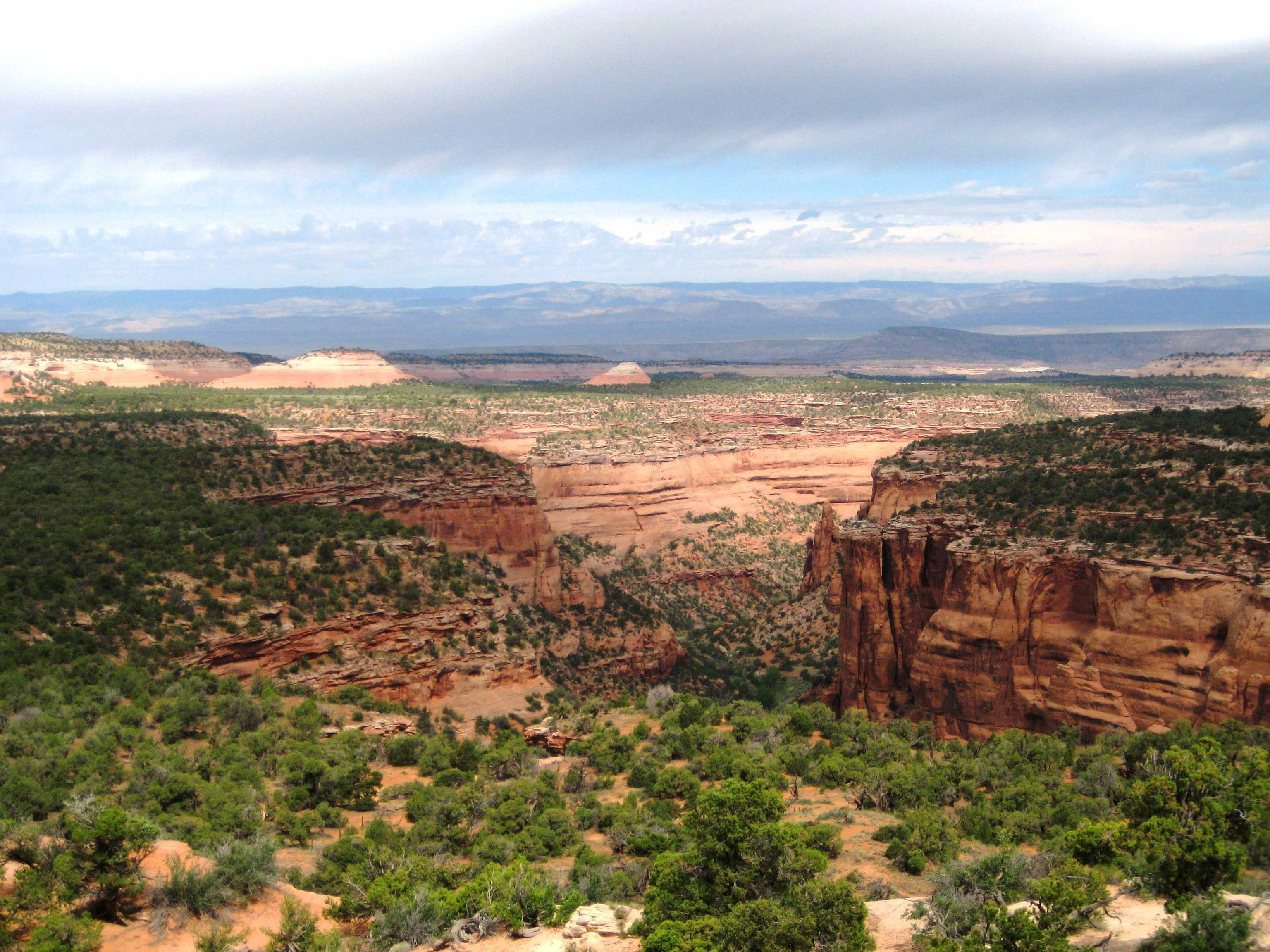
Knowles Canyon
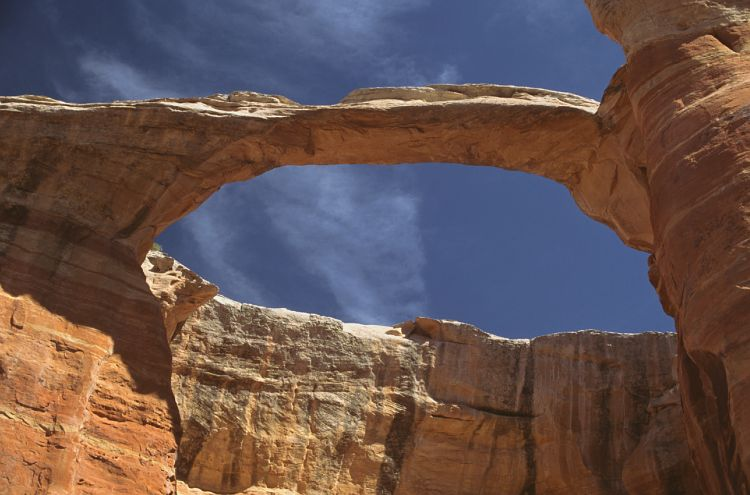
East Rim Ach
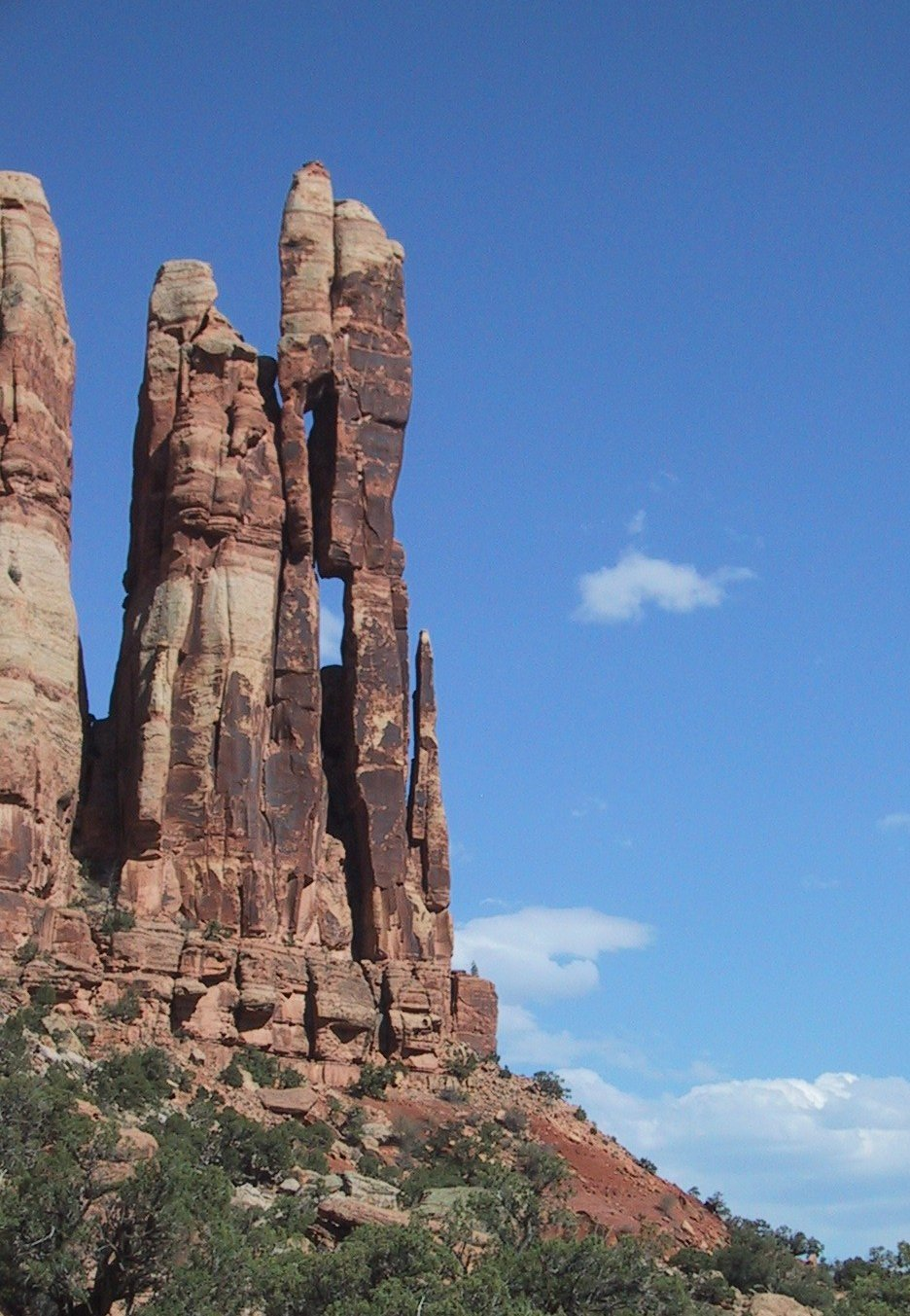
Arch Tower
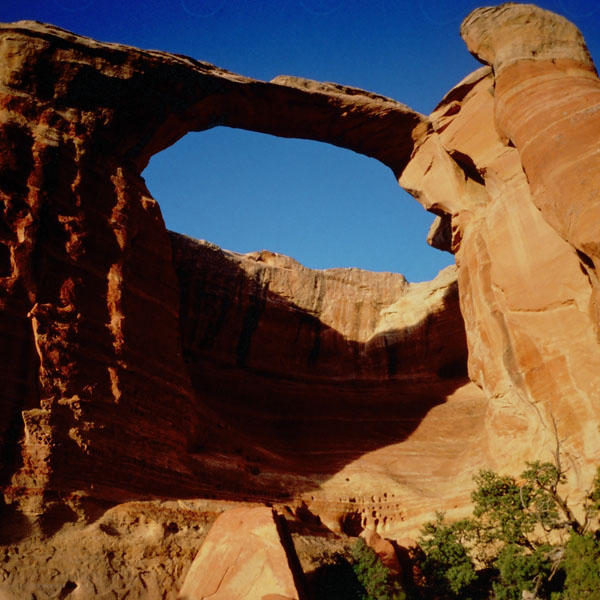
Arche
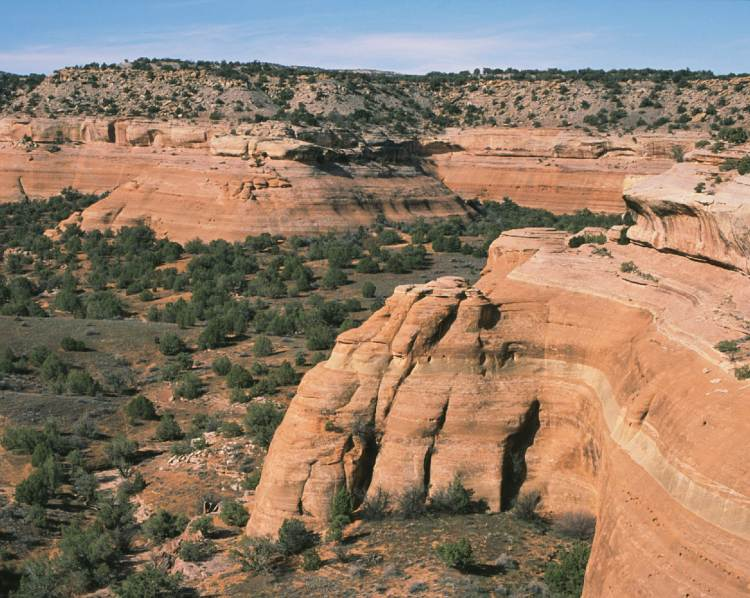
Canyon